# Criollo haitiano en Chile
El idioma criollo haitiano (en criollo haitiano: kreyòl ayisyen), también llamado creóle, es una lengua criolla de base francesa hablada principalmente en Haití. Debido a la significativa inmigración haitiana a Chile en los últimos años, se ha convertido en una lengua presente en el país sudamericano.

## Origen del criollo haitiano
El criollo haitiano surgió de la combinación de diversas lenguas de origen africano, el francés y expresiones nativas de la isla de La Española. Se desarrolló históricamente como una lengua de comunicación entre las personas esclavizadas de origen africano durante la época colonial francesa, en contraposición al francés, la lengua de los colonizadores. Junto con el francés, es lengua oficial de Haití,  país que se independizó del dominio francés en 1804. Se estima que a nivel mundial hay alrededor de 12 millones de hablantes de criollo haitiano.

## Presencia del criollo haitiano en Chile
La comunidad haitiana se ha consolidado como una de las más numerosas entre los migrantes en Chile. Según estimaciones de 2022, se contabilizaron alrededor de 180.272 personas de nacionalidad haitiana en Chile, representando un 11,4% del total de migrantes. La gran mayoría de los inmigrantes haitianos tienen el criollo como su lengua materna. Esto sitúa al criollo haitiano como una de las lenguas más habladas en el Chile actual.
Si bien el criollo es la lengua principal de comunicación dentro de la comunidad haitiana en Chile, en la sociedad chilena el español es la lengua dominante. Esta diferencia lingüística puede generar barreras comunicativas para la integración social de los inmigrantes haitianos.  Como por ejemplo el famoso caso de Joane Florvil en 2017, donde las barreras lingüísticas ocasionaron un malentendido que llevó a ser detenida por la policía y ante la desesperación la ciudadana haitiana residente en Chile se suicidó golpeándose cabezazos en su celda.

## Enseñanza del criollo haitiano en Chile
En respuesta a la presencia de la comunidad haitiana, han surgido iniciativas para la enseñanza del criollo haitiano en Chile. Universidades como la Universidad de Chile y la Universidad de Concepción ofrecen unos cursos de criollo haitiano.  Además de otros centros educativos de carácter privado, como también de iniciativas de comunidades religiosas.
Se han desarrollado programas de adquisición de este idioma para funcionarios públicos como policías, funcionarios de salud y educación, entre otros. Siendo necesario muchas veces la figura de los mediadores lingüísticos, intérpretes nativos del criollo haitiano que apoyan en la comunicación con los hablantes de criollo haitiano.

## Materiales y recursos en criollo haitiano en Chile
Existen diversos libros y materiales escritos en y sobre el criollo haitiano escritos en Chile, muchos de ellos para el aprendizaje de este idioma, entre algunos ejemplos podemos citar:
- "Enseñanza práctica del idioma creole y la cultura haitiana" de Peterson Saintard (2019). Este libro busca promover la convivencia intercultural entre chilenos y haitianos.[3]
- "Diccionario kreyol- español Español-Kreyol" de Cetoute Jean (2017), publicado por la Universidad de Chile.[16]
- Guías educativas sobre salud en criollo haitiano elaboradas por la Universidad de Chile, abordando temas como glaucoma, cáncer cervicouterino y otros. [17]
- Arte de pájaros/ Pawòl Zwazo, poema de Pablo Neruda, traducido al criollo haitiano Jean Jacques Pierre-Paul.[18][19]
- Ave negra migratoria, libro de poesía de Jean Joseph Makanaki Audaín. [20]